# Otkvačeni detektivi (1987.)
Otkvačeni detektivi (eng. Dragnet), američki prijateljski humoristični film iz 1987.

## Radnja
Joe Friday je policajac iz Los Angelesa koji je ozbiljan, ukočen i konzervativan; naslijedio je svojeg ujaka i postao najbolji gradski policajac. Njegov novi partner, Pep Streebek, neozbiljni je uličar koji nosi čudnu odjeću i voli improvizaciju. Friday i Streebek posvađaju se oko njegove kose, izgleda i odjeće, ali se počnu zbližavati tijekom istrage niza ubojstava koje su počinili propadnici sotonističkog poganskog kulta. Istovremeno, ukradeni su svi primjerci jubilarnog broja pornografskog časopisa kojeg izdaje Jerry Caesar, oholi i sebični bogataš, koji je meta napada konzervativnog svećenika Jonathana Whirleyja, koji u svojoj iznimno popularnoj emisiji osuđuje njegov nemoral, oholost i bezboštvo.
Friday i Streebek uhićuju Caesarovog vozača Emila Muzza, člana kulta, koji otkriva mjesto i vrijeme sljedećeg tajnog sastanka. Ušuljaju se unutra prerušeni u članove i prisustvuju ritualu u kojem pogani planiraju ubiti djevicu. Mlada Connie Swail bačena je u bazen s golemom anakondom, ali Friday i Streebek je spašavaju od sigurne smrti i bježe od pogana. Događaj prijavljuju poglavaru Odjela za pljačke i ubojstva, kapetanu Gannonu, koji informacije prosljeđuje načelnici Jane Kirkpatrick, kandidatkinji za gradonačelnika. Nakon odlaska u pogansko sjedište, otkriva se da nema dokaza za sinoćnje događaje, nakon čega načelnica Kirkpatrick skida Fridayja i Streebeka sa slučaja.
Friday otkriva da su pogani ukrali kemikalije koje u točno pomiješanom omjeru mogu stvoriti otrovni plin. Predvodeći specijalce, tenkom uništava mljekaru, ne shvativši da se kemikalije skrivaju u radnji pored nje. Utučen, Friday odlazi na bakin rođendan, a pridružuju mu se Streebek i Connie te svi zajedno odlaze u restoran. U istom restoranu nalaze se Gannon, Whirley i načelnica Kirkpatrick. Connie otkriva Fridayju da je Whirley vođa pogana, nakon čega Friday slijedi Whirleyja u nužnik i uhićuje ga, ali biva ga prisiljen pustiti po naredbi načelnice Kirkpatrick. Bijesna načelnica izbacuje Fridayja iz policije te mu uzima značku i samokres. Friday je očajan zbog toga. Kako bi ga utješio, Streebek mu obeća da će nastaviti istragu, ali Gannon mu zaprijeti da će i njega izbaciti ako se samo približi Whirleyju.
Dok Friday prati Connie kući, napada ih Muzz te ih odvede Whirleyju, koji otkriva svoj plan za Caesarovo ubojstvo. Whirleyjevi ljudi odvode Connie u zrakoplov, a Fridayja od sigurne smrti spašava Streebek. Nakon toga, njih dvojica zajedno odlaze u Caesarovu vilu. Whirley zapali časopise i bježi u općem kaosu, a Gannon vraća Fridayju značku kako bi mogao uhvatiti Whirleyja. Lažni svećenik Whirley oprašta se s načelnicom i bježi s Connie, ali Friday ga lovi u policijskom zrakoplovu i prisiljava ga na slijetanje. Whirley je uhićen i optužen (načelničina sudbina se nije doznala, ali politička karijera joj je zasigurno propala), a Friday nastavlja svoj rad sa Streebekom i započinje izlaziti s Connie.

## Uloge
| - Dan Aykroyd kao Joe Friday - Tom Hanks kao Pep Streebek - Christopher Plummer kao Jonathan Whirley - Harry Morgan kao Bill Gannon - Alexandra Paul kao Connie Swail - Elizabeth Ashley kao Jane Kirkpatrick | - Dabney Coleman kao Jerry Caesar - Jack O'Halloran kao Emil Muzz - Kathleen Freeman kao Enid Borden - Bruce Gray kao Peter Parwin - Lenka Peterson kao baka Mundy - Julia Jennings kao Sylvia Wiss |